# Chahārdahī-ye Sohrāb
Chahārdahī-ye Sohrāb är en ort i Iran.   Den ligger i provinsen Khuzestan, i den centrala delen av landet, 600 km söder om huvudstaden Teheran. Chahārdahī-ye Sohrāb ligger 432 meter över havet och antalet invånare är 204.
Terrängen runt Chahārdahī-ye Sohrāb är varierad.Runt Chahārdahī-ye Sohrāb är det ganska tätbefolkat, med 62 invånare per kvadratkilometer. Närmaste större samhälle är Līkak, 12,2 km nordväst om Chahārdahī-ye Sohrāb. Omgivningarna runt Chahārdahī-ye Sohrāb är i huvudsak ett öppet busklandskap.